# ثورة المواطنين

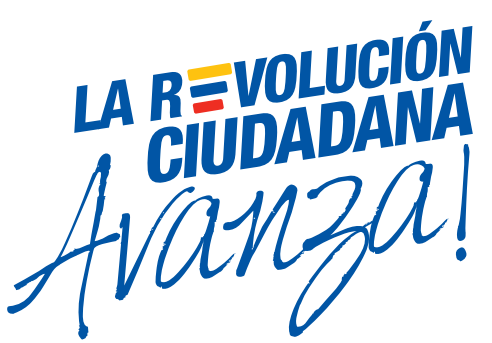
شعار ثورة المواطنين في هافانا

ثورة المواطنين (La Revolución Ciudadana) هو المشروع السياسي والاقتصادي الاجتماعي الذي أعده ائتلاف السياسيين اليساريين مع مجموعة متنوعة من المنظمات الاجتماعية في الإكوادور. ومن خلال القيام بمشروع ثورة المواطنين، سعى الرئيس رفاييل كوريا، الذي كان قائدًا لـتحالف PAIS، منذ عام 2008، إلى الوصول التدريجي إلى إعادة إعمار المجتمع الإكوادوري.

## الأصول
كان تأسيس ثورة المواطنين هو الثورة الليبرالية الراديكالية بقيادة إلوي ألفارو (1842-1912) والمثل العليا لـاشتراكية القرن الـ 21.

## الأساس
تستند ثورة المواطنين على خمسة محاور لثورة المواطنين (Los 5 ejes de la Revolución Ciudadana).
تدعم الخمسة محاور الخطة القومية لعام 2009-2013 للحياة الكريمة التي "تحدد آفاق جديدة تهدف إلى تجسيد المشروع وجعله راديكاليًا لتغيير ثورة المواطنين لبناء دولة متعددة القوميات والثقافات وأيضًا لتوفير حياة كريمة لجميع الإكوادوريين.”

## المحاور الخمسة
1) الثورة السياسية
في هذا المحور، يشارك جميع المواطنين في العملية الديمقراطية ويأخذون فيها دورًا فاعلاً في صياغة قوانين الدولة وخططها والموافقة عليها. ويتضمن هذا المحور اللامركزية للرقابة الدولية والمحلية وإنشاء مناطق الحكم الذاتي حيثما يتم انتخاب قادة من خلال الاستحقاق وحيثما يكونون مسؤولون مسؤولية كاملة عن القرارات والإجراءات السياسية.
2) الثورة الاقتصادية
هذا المحور له هدف وهو القضاء على الاحتكارات الرأسمالية لضمان تنمية المشاريع الصغيرة والمتوسطة الحجم. ويكمن الهدف من إلغاء الاحتكارات في تحفيز الإنتاج وإيجاد فرص عمل والتنمية الاقتصادية المستدامة. ويدعم هذا المحور أصحاب المشاريع الصغيرة والتجار غير الرسميين والمزارعين والجمعيات التعاونية للعمال وأيضًا الحرفيين من خلال توفير القروض الصغيرة من الجمعيات التعاونية للادخار والائتمان. وثمة هدف آخر وهو تحقيق الديمقراطية في وسائل الإنتاج وخلق مشاريع مشتركة مع بلدان أخرى.
3) الثورة الأخلاقية
هذا المحور لمحاربة الفساد وفرض عقوبات عليه ولضمان أن الإكوادور ليست خاضعة للاستغلال الاقتصادي. يسعى هذا المحور إلى محاربة الفساد من خلال إشراف مسؤولين عموميين على المواطنين. كما أنه يعمل من خلال الإنترنت حيث يمكن للمواطنين التحقق من الأسعار في العقود بين الهيئات المحلية. كما ينص أيضًا على الاستغناء عن الاستفتاء العام على جميع المستويات من المسؤولين العموميين بما فيهم مسؤولي الرئيس.
4) الثورة الاجتماعية
يستند هذا المحور على الوصول العالمي إلى التعليم والرعاية الصحية الممولين من الدولة. كما يوفر هذا المحور احتياجات الأمن والسكن والغذاء والطاقة والمياه لجميع المواطنين الإكوادوريين.
5) ثورة السيادة وتوحيد أمريكا اللاتينية
يمثل هذا المحور ويقدم الرؤية الموحدة لمحرر أمريكا الجنوبية، سيمون بوليفار. وتهدف الأهداف الرئيسية لهذا المحور في الحفاظ على العلاقات مع المنظمات الدولية والحفاظ على سياسة عدم التدخل المستقلة واحترام حق تقرير المصير لجميع الأمم. كما أنه يعزز هدف السعي لإعادة التفاوض بشأن الديون الخارجية الإكوادورية.
قررت الإكوادور إنهاء علاقتها الائتمانية مع صندوق النقد الدولي وأعادت التفاوض على عقود النفط وانضمت إلى منظمة أوبك. كما تعمل الإكوادور بنشاط في مشروع دمج بلدان أمريكا الجنوبية في تكتل اقتصادي وسياسي واحد في اتحاد دول أمريكا الجنوبية (UNASUR) وكان لها دور رئيسي في إنشاء بنك الجنوب والضفة الجنوبية وصندوق النقد العام في أمريكا الجنوبية وبنك التنمية ومنظمة الإقراض التي تم توقيع اتفاق تأسيسها في 26 سبتمبر 2009.